# Sideroxylon lycioides
Espèce
Classification phylogénétique
L’argan ou arganier à feuilles de saule, Sideroxylon lycioides, est une espèce de plantes à fleurs de la famille des Sapotacées. C'est un arbuste originaire d'Amérique du Nord.

## Description
Il s'agit d'un arbuste ou petit arbre pouvant atteindre 15 m de haut, à l'écorce grise. Les feuilles sont pétiolées et opposées, fermes et glabres. Le sommet du limbe est acuminé, sa base atténuée.
Les fleurs, petites et blanches, sont groupées en verticilles sur la tige à la naissance des feuilles. Le calice, de 1 à 3 mm de diamètre, est formé de 5 (parfois 6) sépales, et la corolle de 5 (parfois 6) pétales blancs. Les 5 (parfois 6) étamines ont moins de 3 mm de long. L'ovaire a 5 (de 4 à 6) locules.
Les fruits sont des baies noires, de 1 à 1,5 cm de diamètre.

## Répartition
L'argan à feuilles de saule est originaire d'Amérique du Nord. Cette plante de sols humides vit de préférence en milieu forestier ouvert.

## Historique et position taxinomique
Sideroxylon lycioides fait partie de la sous-famille des Sapotoideae, tribu des Sideroxyleae.
En 1755, Henri Louis Duhamel du Monceau décrit sous le nom de Sideroxilon spinosum une plante issue de graines en provenance de Louisiane, la confondant avec Sideroxylon spinosum L. tout en signalant l'épithète spécifique de lycoides utilisée en horticulture.
Carl von Linné redécrit cette plante en 1762  toujours dans le genre Sideroxylon qu'il avait défini en 1753, mais il la rend originaire du Canada alors que le spécimen provient de Caroline.
En 1788, Thomas Walter décrit une plante originaire de Caroline sous le nom de Sideroxylon laeve Walt. dans son Flora caroliniana.
André Michaux procède à la bonne localisation en Caroline et établit la synonymie avec Sideroxylon laeve Walt. dans Flora boreali-Americana.
En 1805, Christiaan Hendrik Persoon la reclasse dans le genre Bumelia de Olof Peter Swartz : Bumelia lycioides (L.) Pers., dans son Synopsis plantarum. Carl Friedrich von Gaertner en 1807 et  Carl Ludwig von Willdenow en 1809 opèrent le même reclassement créant ainsi deux homonymes illégaux.
Enfin, en 1838, Constantine Samuel Rafinesque la place dans le genre Decateles qu'il a créé en même temps : Decateles lycioides (L.) Raf., dans son Sylva telluriana.
Elle compte donc trois synonymes : Bumelia lycioides (L.) Pers., Decateles lycioides (L.) Raf., Sideroxylon laeve Walt.

## Utilisation
Les fruits sont signalés comme comestibles ; le bois peut être aussi utilisé en tournerie en raison de son assez grande densité.

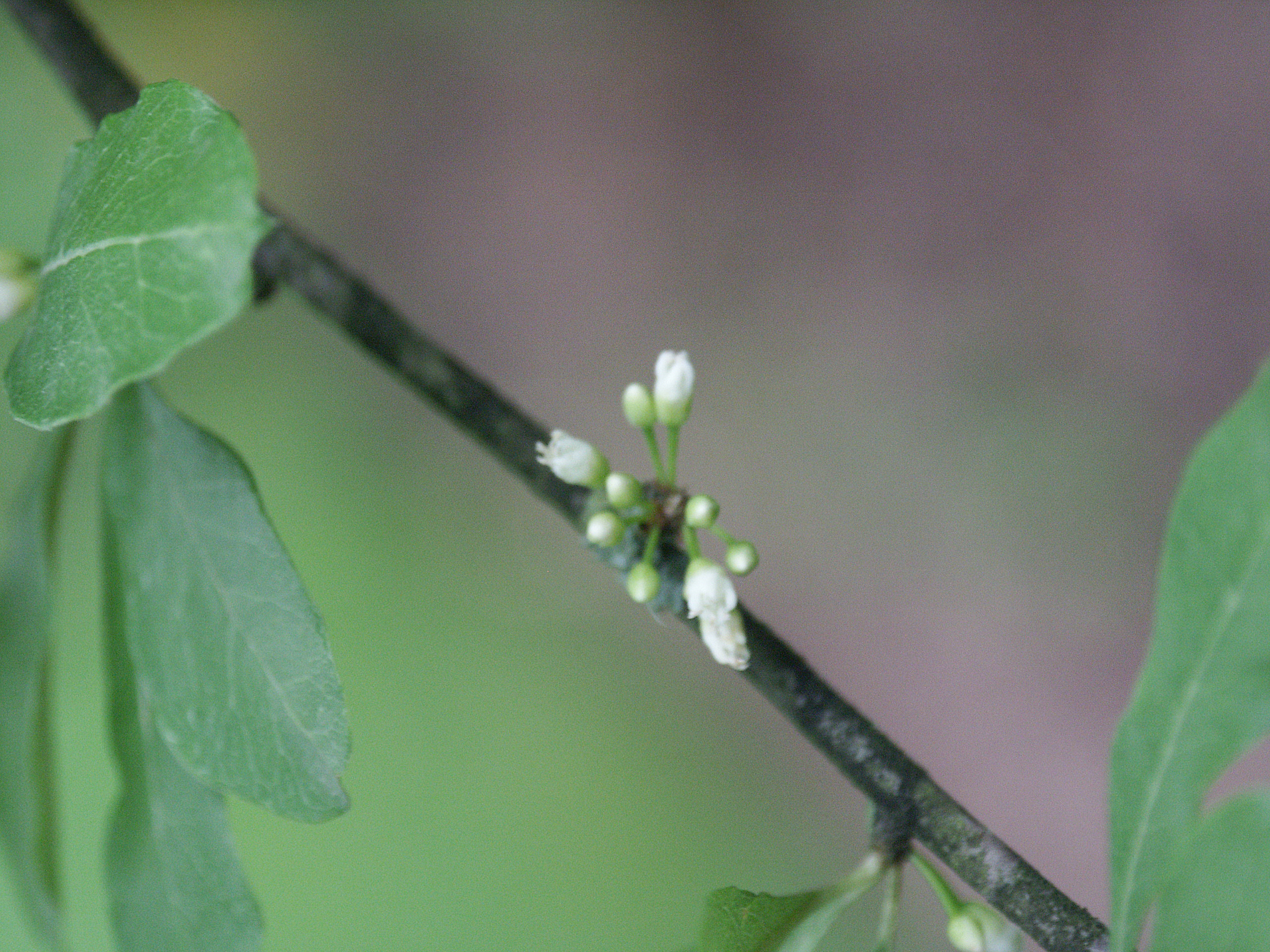
Fleurs
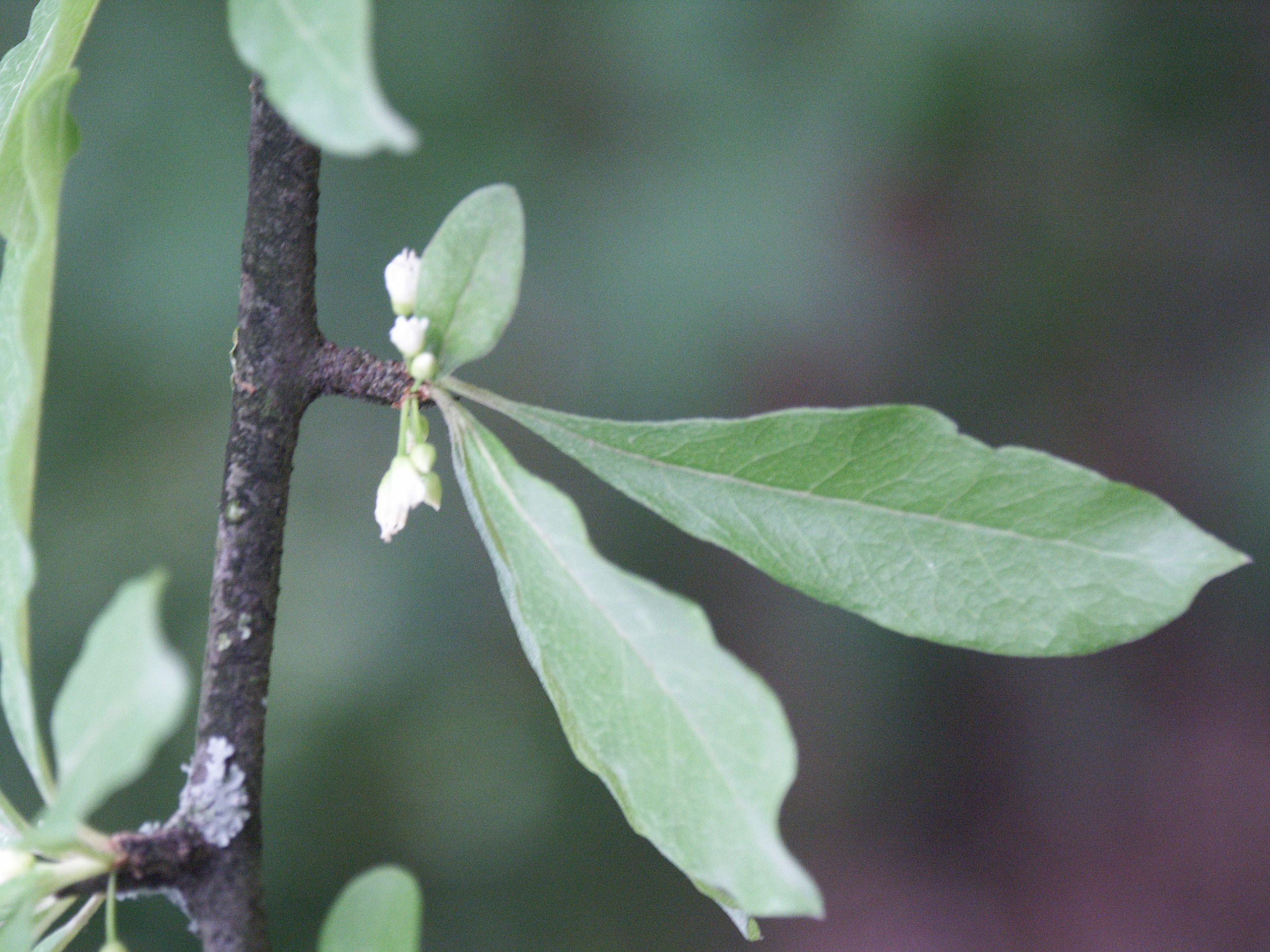
Fleurs
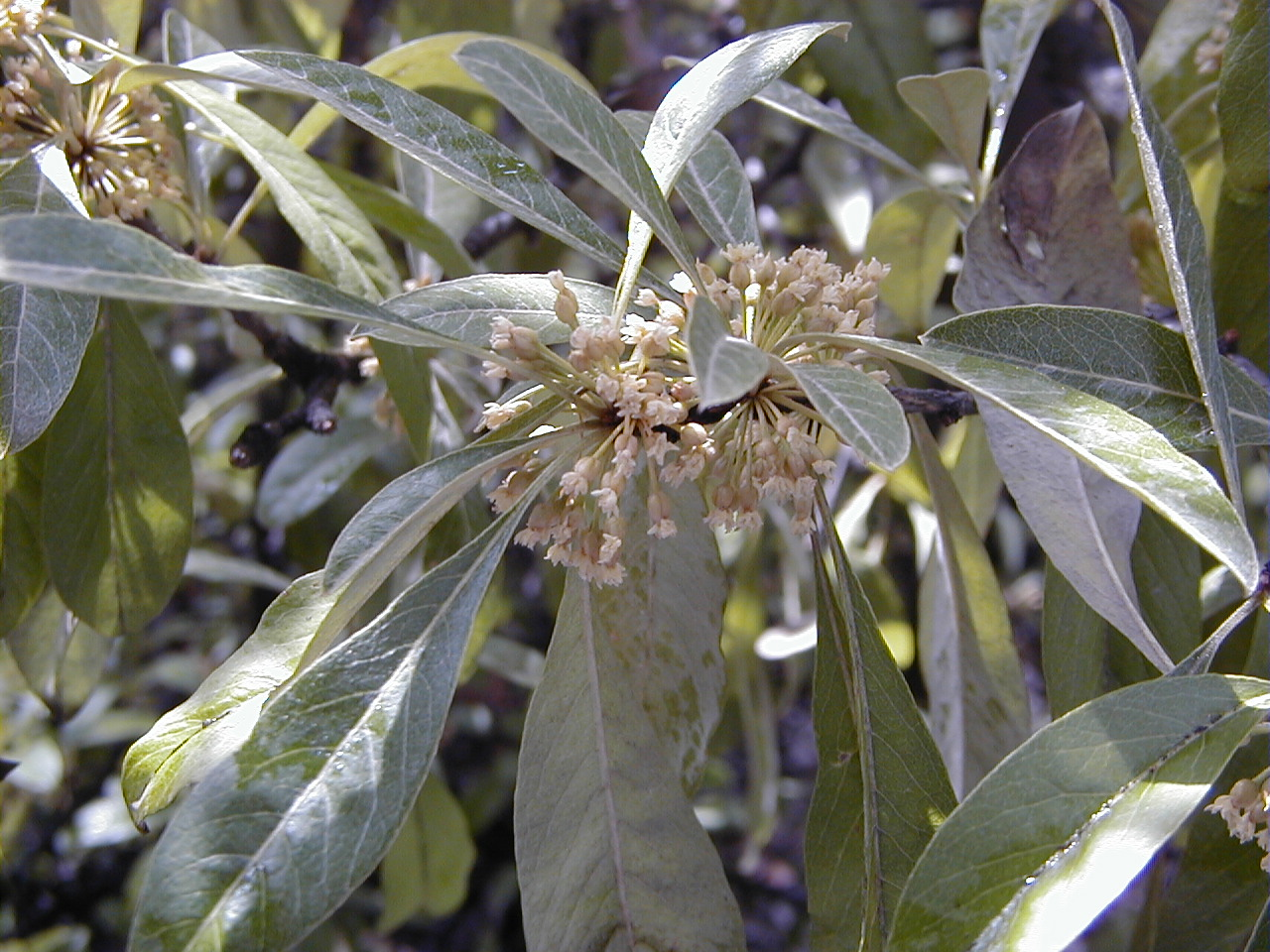
Fleurs
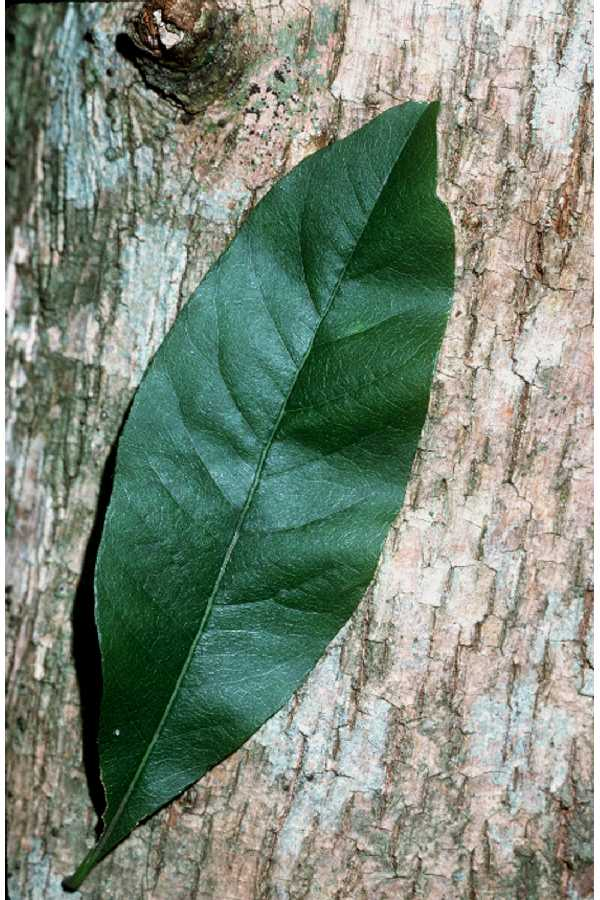
Feuille
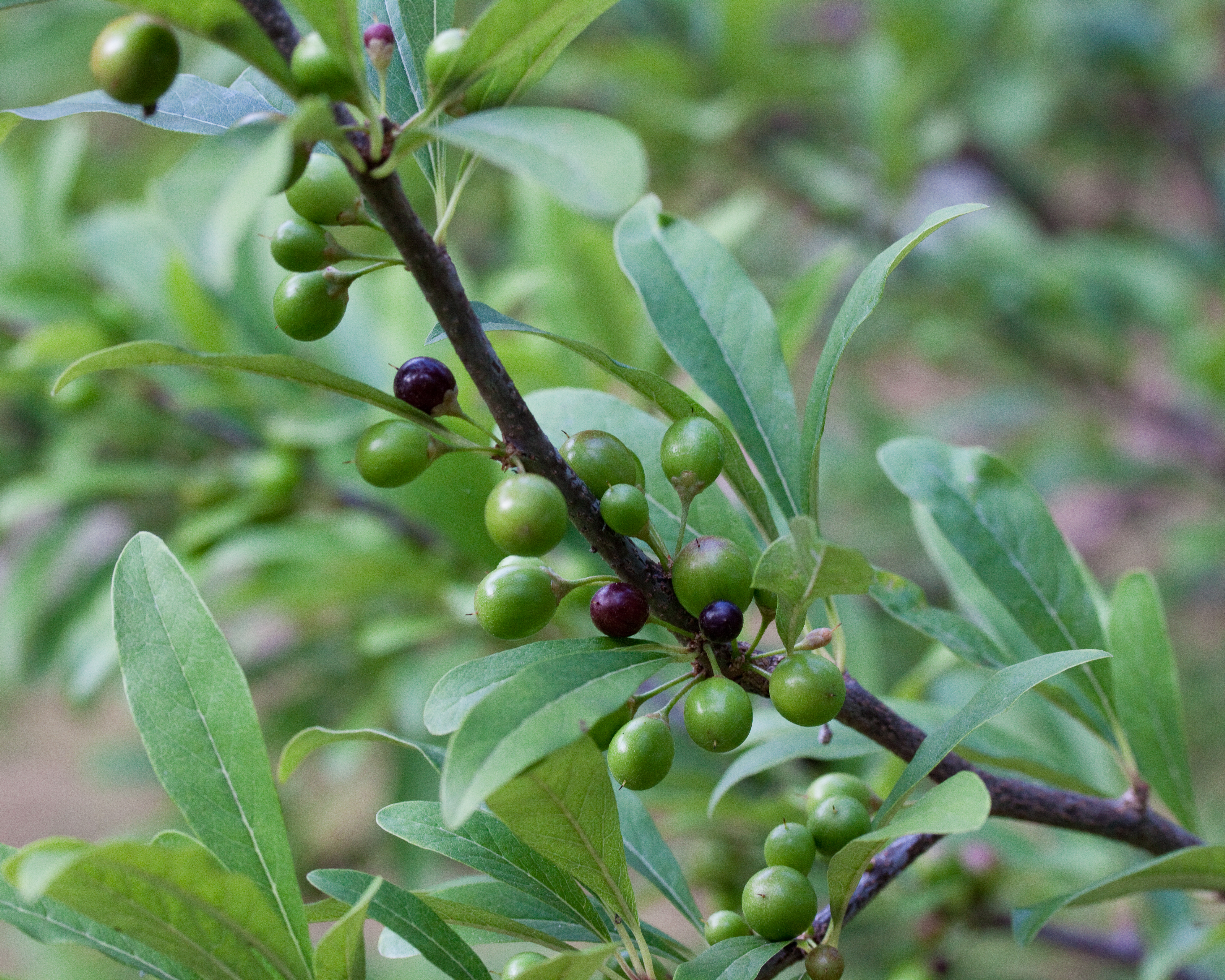
Fruits